# Fighter Within
Fighter Within es un juego de lucha para Xbox One desarrollado y distribuido por Ubisoft que hace uso de Kinect para luchar. El movimiento de los personajes en el juego va ligado al movimiento real de los jugadores, captando sus movimientos a través de Kinect, cada movimiento realizado en la realidad por el jugador corresponde a una acción en el juego. El juego fue lanzado el 22 de noviembre de 2013.
En Fighter Within están incluidos 12 luchadores diferentes, cada uno con distintos ataques especiales. 